# 崔勵
崔 勵（さい れい、481年 - 528年）は、北魏の官僚。字は彦徳。東清河郡鄃県の出身。本貫は清河郡東武城県。

## 経歴
崔光の長男として生まれた。秀才に挙げられ、中軍彭城王参軍・秘書郎中とされたが、父の崔光が著作の任にあることから、固辞して受けなかった。員外散騎侍郎を経て、太尉記室・散騎侍郎となったが、継母が死去したため、職を去って喪に服した。神亀年間、司空従事中郎に任じられた。521年（正光2年）、中書侍郎に任じられた。領軍将軍元叉が明堂大将となると、崔勵はその下で長史をつとめた。従兄の崔鴻とともに名を知られた。523年（正光4年）10月、父の崔光の病床を見舞った孝明帝により征虜将軍・斉州刺史に任じられた。524年（正光5年）春、父を郷里に葬った。孝明帝は主書の張文伯を派遣して弔辞を述べさせた。525年（孝昌元年）12月、太尉長史に任じられ、そのまま斉州大中正となり、父の平恩県侯の爵位を嗣いだ。528年（建義元年）、河陰の変により殺害された。享年は48。侍中・衛将軍・儀同三司・青州刺史の位を追贈された。

## 子女
- 崔挹（後嗣。東魏の武定末年に太尉となった。北斉が建てられると、爵位を降格された）
- 崔損（儀同開府主簿）

## 伝記資料
- 『魏書』巻67 列伝第55
- 『北史』巻44 列伝第32